# Lidköpings IF
Lidköpings Idrottsförening, Lidköpings IF, eller LIF, är en svensk, numera nedlagd fotbollsförening från Lidköpings kommun, Sverige. Klubben bildades den 28 oktober 1968 genom en sammanslagning av klubbarna Lockörns Idrottsförening (LIF) och Lidköpings Bollklubb (LBK). År 2012 slogs klubben ihop med IF Heimer och blev Lidköpings FK.
Lidköpings IF spelade som högst i Division III 1971 (tredje högsta divisionen).